# José Méndez
José de la Caridad Méndez (Cárdenas, 19 marzo 1887 – L'Avana, 31 ottobre 1928) è stato un giocatore di baseball cubano che ha giocato nel ruolo di lanciatore nelle Negro League. È stato introdotto nella National Baseball Hall of Fame nel 2006.

## Carriera
NEl 1907 Méndez fu scoperto da Bebé Royer nella squadra di Almendares della lega cubana. Di corporatura relativamente minuta, lanciava un'ostica fast ball con un semplice movimento ingannevole. Nella prima stagione nella lega cubana ebbe un record di 9 vittorie e nessuna sconfitta, guidando la squadra alla vittoria del pennant. Quell'estate debuttò negli Stati Uniti per i Cuban Stars ed ebbe anche un record di 3–0 per i Brooklyn Royal Giants.
Nell'autunno del 1908, nel mezzo della seconda occupazione di Cuba disputò delle gare che lo fecero diventare una leggenda. I Cincinnati Reds visitarono L'Avana giocando contro squadre della lega cubana e Méndez dominò lanciando 25 inning senza subire punti in tre apparizioni. Diversi giorni dopo, contro una squadra di All-Star delle minor league lanciò altre due gare senza subire punti, incluso un no-hitter. 
Altre squadre della Major League Baseball visitarono Cuba nel corso di quegli anni e Méndez lanciò contro di loro con un record di 9-11 in 24 gare, con una media PGL di 3.26. Alla fine del 1914 subì un infortunio a un braccio che ne condizionò le prestazioni durante i lanci, venendo spostato nel ruolo di interbase. Tornò gradualmente a lanciare negli anni successivi e vinse la sua ultima gara a Cuba il 21 gennaio 1927. Il suo record nella lega cubana è di 76-28 e la sua percentuale di vittorie è la migliore di tutti i tempi (minimo 40 vittorie).